# Хариет Адамс
Хариет Адамс (на английски: Harriet Adams) е американска писателка.
Автор е на над 180 книги за деца, повечето част от поредиците „Нанси Дру“ и „Момчетата от семейство Харди“.
Дъщеря е на Едуард Стрейтмайер и след смъртта му поема ръководството на основания от него Синдикат Стрейтмайер, който ръководи издаването на поредици книги за деца, писани от различни автори. Под нейно ръководство синдикатът издава над 800 заглавия, като тя лично задава сюжетите и героите на всяка книга.